# Puerto Bagdad
Puerto Bagdad fue una población portuaria, hoy abandonada, en el municipio de Matamoros en Tamaulipas, México. En el siglo XIX llegó a ser uno de los puertos más importantes del país. No debe confundirse con la población del Mezquital (Tamaulipas), que es la actual salida portuaria del municipio.

## Historia
Si bien la ciudad de Matamoros ya contaba con un puerto fluvial, para 1850 ya existía un puerto en la desembocadura en el Golfo de México del Río Bravo al que se le llamó Bagdad. En 1858 el gobernador Ramón Guerra decreta la creación de una zona de libre comercio internacional, ratificada en 1861 por el presidente Benito Juárez. La zona libre ofrecía grandes oportunidades, favoreciendo el comercio y consolidando capitales en el municipio de Matamoros. Se convirtió en el puerto de intercambio con el exterior para el Norte de Tamaulipas, Nuevo León, Coahuila, Durango, Chihuahua y Nuevo México, gracias a un activo comercio fluvial, con barcos que remontaban el río hasta Camargo y algunas veces llegaban a Laredo por donde ingresaban café, ixtle, especias, vainilla, aguardiente, telas, con un valor de 40 millones de pesos. Al puerto de Bagdad, llegaban barcos de gran calado que traían diversas mercancías que se distribuían entre los comercios locales tales como vinos de Europa, pianos, máquinas de coser, telas, calesas, metales preciosos, velas, planchas de hierro, maderas preciosas, etc. El puerto de Bagdad tenía alrededor de 15 000 habitantes que edificaron sus casas de distintos estilos sobre terreno arenoso y utilizando fundamentalmente la madera.

## Bagdad en la Guerra de Secesión estadounidense
Puerto Bagdad adquirió enorme importancia durante la Guerra de Secesión de los Estados Unidos (1861-1865), pues era el enlace vital de los estados rebeldes confederados del sur de Estados Unidos con el comercio exterior. Dado que la Armada estadounidense bloqueó los puertos confederados durante el conflicto, la Confederación recurrió a Puerto Bagdad para exportar sus productos, especialmente el algodón, pues la neutralidad de México en la conflagración aseguraba el libre acceso al mar a través de los puertos mexicanos. La mercancía se intercambiaba mediante un ferry a través del Río Bravo que comunicaba a Matamoros con Brownsville. El ferry transportaba el algodón confederado de Texas, Arkansas y Luisiana hasta Matamoros en México. De allí era enviado a Puerto Bagdad, donde se negociaba su destino final vía La Habana hacia Europa; finalmente la mercancía se enviaba en botes pequeños a embarcaciones ancladas a cierta distancia de la playa. A cambio los confederados recibían medicinas, telas, zapatos, armas y municiones. Tal fue la bonanza con el comercio confederado, que al finalizar la guerra, el puerto cayó en una fuerte depresión económica de la que jamás se recuperó del todo.

## Abandono y desaparición
Bagdad sin embargo se convirtió en punto de entrada para la causa liberal durante la Segunda Intervención Francesa en México. Por ello en enero de 1866 se libra en este punto la Batalla de Bagdad entre fuerzas liberales juaristas apoyadas con tropas estadounidenses del batallón negro estacionado en Brownsville en esa época y fuerzas francesas y conservadoras, batalla ganada por los primeros.
Finalmente, en 1889, la región es azotada por un fuerte ciclón de gran magnitud, provocando destrucción así como un subsecuente éxodo masivo. El puerto quedó cegado por bancos de arena apilados por el ciclón. Así desapareció el puerto de Bagdad, responsable del auge comercial de la zona en la segunda mitad del siglo XIX. Hasta 1991, la playa principal de Matamoros llevó el nombre de Playa Lauro Villar; en ese año fue renombrada como Playa Bagdad. Desde el 4 de enero de 2014, la parte norte de dicha playa, desde las escolleras hasta la desembocadura del río Bravo, ostenta el nombre de playa Costa Azul en honor a Rigo Tovar. La parte sur, desde las citadas escolleras hasta el puerto Mezquital, conserva el nombre de Playa Bagdad.
En enero de 2017 de decide regresar al nombre de Playa Bagdad en su totalidad, quedando obsoleto el nombre de playa Costa Azul, argumentando mayor identificación y valor histórico al primero.